# 科庫鄉 (阿爾傑什縣)
44°52′N 24°39′E / 44.867°N 24.650°E
科庫鄉（羅馬尼亞語：Comuna Cocu, Argeș），是羅馬尼亞的鄉份，位於該國中南部，由阿爾傑什縣負責管轄，面積58平方公里，海拔高度333米，2007年人口2,366，人口密度每平方公里41人。